# Förtrollad vandring
Förtrollad vandring är en svensk dramafilm från 1954 i regi av Arne Mattsson. 

## Om filmen
Filmen hade premiär den 19 april 1954 på Grand i Stockholm och Rialto i Norrköping. Den är bland annat inspelad i Furuvik, Hedemora och på Karsholms slott. 

## Roller i urval
- Folke Sundquist - Henrik Ulfsax, bandaktör
- Elsa Prawitz - fröken Birgitta Hassel, kallad Porslins-Birgitta/Louise von Bogenhusen
- Edvin Adolphson - Johan Kasimir Enqvist, "Filikromen", bandaktör
- Hjördis Petterson - Emilie Hassel, Porslins-Birgittas mor
- Erik Hell - mannen med lokomotivstyrkan
- Nils Hallberg - herr Bummel
- Sonja Stjernquist - Lena, piga
- Magnus Kesster - baron Magnus von Bogenhusen, Louises far
- Carl-Gustaf Lindstedt - "Mefistofeles", bandaktör
- Georg Skarstedt - den otroligt magre, trollkarl och buktalare
- John Melin - teaterdirektören
- John Norrman - cirkusdirektören
- Julia Cæsar - Emma, von Bogenhusens kokerska
- Lissi Alandh  - uppasserska på Värdshuset Liljan